# Śluzak osłonek nerwów

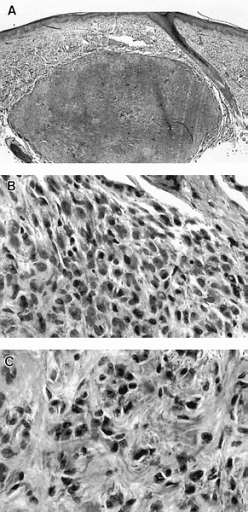
Obraz histologiczny śródskórnego guzka rozpoznanego jako neurothekeoma

Śluzak osłonek nerwów (łac. neurothekeoma; ang. nerve sheath myxoma, neurothekeoma, bizarre cutaneous neurofibroma, pacinian neurofibroma, myxoid neurofibroma) – bardzo rzadki, łagodny nowotwór wywodzący się z komórek osłonek nerwów, zbliżony histogenezą do nerwiakowłókniaka.
Nazwę i obowiązującą definicję guza wprowadzili Gallager i Helwig w 1980 roku na podstawie serii 53 przypadków choroby. Lokalizuje się najczęściej na skórze, zwykle kończyn górnych, głowy lub szyi, gdzie ma postać śródskórnego lub podskórnego, często zrazikowatego guzka o średnicy do kilkunastu milimetrów. Opisano przypadek wewnątrzczaszkowego umiejscowienia neurothekeoma w siodle tureckim.